# Setina freyeri
Setina freyeri là một loài bướm đêm thuộc phân họ Arctiinae, họ Erebidae.